# Lens (rivière)
Pour les articles homonymes, voir Lens.
Le Lens est une rivière du Sud de la France qui coule dans les départements de l'Ariège et de la Haute-Garonne en région Occitanie. C'est un affluent du Salat en rive droite, donc un sous-affluent de la Garonne. C'est la rivière axiale du terroir des Petites Pyrénées.

## Géographie
Le Lens prend sa source sur le territoire de la commune de Lasserre, située dans les collines des Petites Pyrénées dans le Couserans du nord, en Ariège. De manière générale, son cours est orienté de l'est-sud-est vers l'ouest-nord-ouest. Après un parcours de 25,6 km de longueur, il se jette en rive droite dans le Salat au niveau de la localité de Cassagne, à Bouque de Lens, plus précisément, située à 4 kilomètres en amont du confluent du Salat avec la Garonne à Roquefort-sur-Garonne.

## Départements et communes traversés
- Le Lens traverse ou longe les communes suivantes d'amont en aval

- Ariège : Lasserre, Tourtouse, Bédeille, Fabas, Cérizols et Betchat.
- Haute-Garonne : Escoulis, Marsoulas et Cassagne.

## Principaux affluents
- Ruisseau de Bernard Blanc : 3,1 km
- Ruisseau de l'Aygue Mague : 4,6 km
- Ruisseau de Massot : 5 km
- Ruisseau de Soumet : 5 km
- Ruisseau de Bigot : 6,8 km
- Ruisseau de Belloc : 8,5 km
- Ruisseau de Pujouet : 6,6 km
- Ruisseau de Junax : 5,4 km

## Hydrologie
Le Lens est une rivière assez abondante, comme la plupart des cours d'eau issus des collines bien arrosées du piémont pyrénéen et de la partie nord du Couserans. Son débit a été observé durant une période de 30 ans (1975-2004), à Betchat, localité située non loin de son débouché dans le Salat. Le bassin versant de la rivière est de 108 km2.
Le module de la rivière à Betchat est de 0,639 m3/s.
Le Lens présente des fluctuations saisonnières de débit assez marquées, avec une période de hautes eaux allant de la fin de l'automne jusqu'au début du printemps, et portant le débit mensuel moyen à un niveau situé entre 0,802 et 1,15 m3/s, de décembre à mai inclus (avec un maximum assez net en avril). Dès fin mai le débit diminue rapidement (0,592 m3/s en juin), ce qui mène à la période des basses eaux, qui se déroule de début juillet à début octobre, amenant une baisse du débit moyen mensuel allant jusqu'à 0,118 m3/s au mois de septembre, ce qui reste assez acceptable pour un aussi petit cours d'eau. Mais les fluctuations de débit peuvent être plus importantes d'après les années et sur des périodes plus courtes.
À l'étiage le VCN3 peut chuter jusque 0,006 m3/s, en cas de période quinquennale sèche, soit 6 litres par seconde, ce qui peut être qualifié de très sévère, mais est assez fréquent parmi les cours d'eau de la région.
Les crues peuvent être très importantes, compte tenu de l'exiguïté du bassin versant. Les QIX 2 et QIX 5 valent respectivement 28 et 41 m3/s. Le QIX 10 est de 49 m3/s, le QIX 20 de 57 m3/s, tandis que le QIX 50 se monte à 67 m3/s.
Le débit instantané maximal enregistré à Betchat durant cette période, a été de 62,4 m3/s le 10 juin 2000, tandis que le débit journalier maximal enregistré était de 31,1 m3/s le 29 décembre 2001.
Le Lens est une rivière relativement abondante. La lame d'eau écoulée dans son bassin versant est de 326 millimètres annuellement, ce qui est plus ou moins équivalent à la moyenne d'ensemble de la France tous bassins confondus (320 millimètres), mais inférieur à la moyenne du bassin de la Garonne (384 millimètres au Mas-d'Agenais). Le débit spécifique de la rivière (ou Qsp) affiche de ce fait le chiffre de 10,3 litres par seconde et par kilomètre carré de bassin.